# Pohledávka v insolvenčním řízení
Pohledávka v insolvenčním řízení je pohledávka, která se účastní insolvenčního řízení. 

## Druhy pohledávek
Insolvenční zákon rozlišuje několik typů pohledávek:
- pohledávky za majetkovou podstatou
- které vznikají po zahájení insolvenčního řízení
- které vznikají po vyhlášení úpadku
- pohledávky postavené na roveň pohledávkám za majetkovou podstatou
- přihlášené pohledávky do insolvenčního řízení
- podřízené pohledávky
- zůstatkové pohledávky
- neuspokojitelné pohledávky

## Přihlašovaní pohledávek
Věřitel může přihlásit své pohledávky po celou dobu od zahájení insolvenčního řízení do uplynutí doby, která se stanoví vyhlášením rozhodnutí o úpadku. Tato lhůta nemůže být podle zákona kratší než 30 dní a nemůže překročit dva měsíce; lhůta probíhá ode dne, kdy nabyly platnosti účinky spojené s rozhodnutím o úpadku. Věřitel též může přihlásit i pohledávky, kvůli kterým již bylo zahájeno soudní řízení.
Přihláška se podává na speciálním formuláři. Formální náležitosti spojené s jeho vyplněním upravuje § 174 insolvenčního zákona, v opačném případě se k přihlášce nepřihlíží a soud takovou přihlášku nebude přezkoumávat. Přihláška může být podána i u krajského soudu, ovšem účinky, specifické pro podání přihlášky, nabývají platnosti ode dne, kdy bude přihláška doručena insolvenčnímu soudu. Věřitel může vzít svou přihlášku na pohledávku zpět kdykoli v průběhu celého insolvenčního řízení.
Pokud došlo k tomu, že z důvodu nesplnění náležitostí, stanovených zákonem ohledně přihlašování pohledávek, k některé přihlášce nebo pohledávce se nepřihlíží, přihláška se soudem odmítá. Věřitel se ovšem může proti tomuto odmítnutí odvolat.

## Přezkum pohledávek
Přezkoumáním pohledávek se zabývá především insolvenční správce. Podkladem pro rozhodnutí týkající se přezkoumání slouží doklady dlužníka v příloze a jeho účetní informace. Poté na scénu vstupuje dlužník, který se má vyjádřit k pohledávkám, které jeho věřitelé přihlásili.
Insolvenční správce musí přihlášené pohledávky věřitelů zkontrolovat. Pokud se v přihlášce vyskytují vady nebo přihláška není úplná, věřitel má 15 dní na to, aby opravil chyby nebo svou přihlášku doplnil. Insolvenční správce tady vystupuje v roli „učitele“, který ukazuje chyby věřitelovi a zároveň dává informaci, jak tyto chyby napravit. Poté, co uplynula lhůta určená pro opravu a doplnění přihlášek, sestavuje insolvenční správce seznam přihlášených pohledávek, z kterého se vylučují pohledávky, které se neuspokojují a také nepřehlížené pohledávky. Správce též určuje pořadí pohledávky a jedná-li se o zajištěný dluh, stanoví příčinu a způsob zajištění. Poté soud tento seznam zveřejní v insolvenčním rejstříku.
Dále se osudem pohledávek zabývá insolvenční soud, který provádí přezkumné jednání, které buď dá pohledávce život v následující etapě insolvenčního řízení nebo ji pohřbí. Aktivní účast v jednání přijímá i insolvenční správce, který může v průběhu změnit svůj názor ohledně pohledávky, a též věřitel, který může výši (avšak ne důvod) svojí pohledávky měnit.

## Popření pohledávky
Právo popírat pohledávky mají dlužník, správce a přihlášený věřitel. Pokud se jedná o reorganizaci, dlužník je oprávněn popírat pohledávky se stejnými účinky jako u insolvenčního správce (podle IZ § 336, odst. 2). V takovém případě může docházet ke zneužití „správcovské“ moci v rukách vedení firmy. Ovšem management se má v případě reorganizace chovat podobně jako správce v tom smyslu, že musí nejprve uspokojit věřitele a přednostně se chovat v jejich zájmu, a až poté ve svém vlastním. Pokud dlužník zneužije plné právo popírat pohledávky, neodůvodněně popře jednu z věřitelských pohledávek, to proviní se a v souladu s IZ § 37 se bude odpovídat za škodu tím vyvolanou. Takovým chováním si management rozhodně nezaslouží dobrý postoj ze strany soudu, a jeho práva by měla být podle zákona (§ 332, odst. 1) omezena.
V souladu se zákonem má věřitel právo popírat pohledávky v případě, když je úpadek firmy řešen konkursem nebo oddlužením (pokud se jedná o fyzickou osobu, nezabývající se podnikáním). Pokud jeden přihlášený věřitel popírá pohledávku jiného věřitele, musí uvést, o jaký druh důvodu popření se jedná. Rozlišují se tři druhy popření pohledávek: 
- popření pravosti, může být použito v případě, kdy se pochybuje o stávající existenci pohledávky
- popření výše pohledávky
- popření pořadí se používá v případě, kdy se pochybuje o přednosti pohledávky před ostatními následujícími v pořadí

Popírající věřitel též musí složit pojistnou částku 10 000 Kč, která je určena pro uhrazování nákladů, vyvolaných řešením incidenčních sporů. Tato pojistka se skládá, aby v situaci, když došlo k neodůvodněnému popření pohledávky, iniciátor popření byl schopný hradit poškozenému věřiteli, jehož pohledávka byla popřena, náklady vyvolané zahájením incidenčního sporu. Též aby nedocházelo ke zneužívání popření pohledávek, zákon stanoví, že popírání nemění hlasovací práva věřitele, který popřenou pohledávku vlastní.

## Incidenční spory
Věřitel, jehož pohledávka byla popřena, může podat incidenční žalobu. Jako žalovaná osoba zde vystupuje správce, dlužník nebo věřitel, který pohledávku popřel. V případě incidenčního sporu rozhoduje insolvenční soud o:
- pořadí, výši nebo pravosti pohledávky
- spory o vyloučení věci, práva, pohledávky nebo jiné majetkové hodnoty z majetku nebo týkající se výsledku vykonaného zpeněžení
- spory o vyřízení situace v případě společného vlastnictví dlužníka a jeho manžela nebo manželky
- spory, vzniklé na základě oponující žaloby
- spory, vznikající kvůli nákladům, sloužícím jako úhrada škody, která byla způsobena nesplněním povinností insolvenčního správce, týkajících se majetku dlužníka
- další incidenční spory